# Akzismus
Ein Akzismus ist eine Form der Ironie, bei der eine Person Gleichgültigkeit vortäuscht oder vorgibt, etwas abzulehnen, was sie sich eigentlich wünscht. Das Wort stammt vom Griechischen akkismós („Prüderie“) und ist eine Ableitung von akkízesthai („Unwissenheit vortäuschen“).

## Beispiele
- die Ablehnung der Trauben vom Fuchs in Aesops Fabel Der Fuchs und die Trauben
- in William Shakespeares Drama Julius Caesar wendet Marcus Antonius einen Akzismus an, als er in seiner Rede vor dem Volk hervorhebt, wie Caesar dreimal die Königskrone ablehnte